# José Iranzo Almonacid
Anzo, seudónimo de José Iranzo Almonacid (Utiel, Valencia, 1 de febrero de 1931 – Valencia, 4 de marzo de 2006), fue un artista plástico español, conocido por su enfoque innovador que integra materiales industriales y técnicas publicitarias en la obra de arte. Su trabajo se caracteriza por una representación crítica de la sociedad contemporánea y una atención sostenida a los efectos de la tecnología sobre el individuo.

## Biografía
José Iranzo Almonacid nació en el seno de una familia de comerciantes. Su infancia transcurrió entre Utiel y Valencia, donde se trasladó a los seis meses de edad. Desde temprana edad demostró habilidades destacadas para el dibujo y la pintura. Instalado en el barrio de Sant Bult de Valencia, tuvo sus primeros contactos con la creación artística gracias a un imaginero que trabajaba en su edificio.
Durante sus estudios en el colegio de los Escolapios, ilustró el diario mural del centro. Asistió a la Escuela de Artes y Oficios de San Carlos en Valencia, donde ganó durante tres años consecutivos el premio de dibujo lineal y estructuras geométricas y decorativas. Posteriormente, inició estudios de Arquitectura en Barcelona, aunque su vocación artística prevaleció, aunque los abandonó para dedicarse plenamente a las artes plásticas tras regresar a Valencia en 1954.
Durante su juventud, trabajó como delineante y tras superar una prueba de aptitud, comenzó a trabajar en Litografía Ortega,  una firma destacada en artes gráficas a nivel nacional. Allí se familiarizó con técnicas que posteriormente incorporaría en su obra.  En 1952, durante el servicio militar en Palma de Mallorca, trabajó como dibujante en el Estado Mayor.
Anzo participó en los círculos artísticos valencianos, colaborando en la Asociación Arte Actual y como fundador del grupo Estampa Popular.  En 1974, su carrera se vio interrumpida por un grave accidente de tráfico. En sus últimos años se retiró de la vida artística.

## Obra y técnica
La producción artística de Anzo ha sido descrita en distintas etapas por algunos de sus estudiosos.

### Primera etapa (1954–1961)
Durante este periodo, desarrolló una pintura de carácter neofigurativo con elementos de abstracción, utilizando medios como  óleo, gouache y acuarela. En esta fase, trabajó también con pigmentos preparados por él mismo y recurrió a composiciones de base geométrica.

### Segunda etapa (desde 1963)
A partir de 1963, incorporó elementos procedentes del diseño publicitario y la comunicación visual. En sus obras aparecieron referencias a la cultura de masas y a la sociedad de consumo, mediante la inclusión de imágenes populares como anuncios y figuras televisivas. Esta etapa ha sido asociada a un enfoque crítico paralelo a ciertas propuestas del Pop-Art, aunque con particularidades derivadas del contexto local.

### Tercera etapa (mediados de los años 1960)
En la serie conocida como "Aislamientos", iniciada hacia mediados de los años sesenta, utilizó materiales industriales como el acero inoxidable, el aluminio anodizado, los rodamientos y los fotolitos. Las composiciones aluden a estructuras mecánicas y entornos tecnológicos. En ellas abordó visualmente cuestiones relacionadas con la soledad y la automatización. Esta etapa consolidó su reconocimiento internacional.

### Cuarta etapa (años 1980)
En esta fase, a la que dio el nombre de "Geometría lírica", trabajó con formas geométricas y una paleta cromática más amplia. Según algunas interpretaciones, estas obras mantienen una orientación abstracta con referencias al equilibrio formal y visual.

## Recepción y crítica
La obra de Anzo ha sido objeto de reconocimiento crítico e institucional, particularmente en relación con su serie Aislamientos, que ha sido valorada por su capacidad para representar la alienación del individuo en contextos tecnificados.
En 2017, el Instituto Valenciano de Arte Moderno (IVAM) le dedicó una exposición monográfica centrada en dicha serie, destacando su vigencia conceptual y su independencia respecto a los discursos dominantes del arte español del siglo XX. El director del IVAM en ese momento, José Miguel G. Cortés, señaló que la muestra contribuía a reparar una “injusticia histórica” en el reconocimiento de su trayectoria. El comisario de la exposición, J. Ramón Escrivà, subrayó el carácter visionario de su obra en la representación de un mundo clausurado y tecnológicamente opresivo.
Por su parte, el diario El País se refirió a Anzo como uno de los introductores del Pop Art en España, resaltando su participación en movimientos como Estampa Popular y su aproximación crítica a los medios de comunicación de masas.
La Universidad de Valencia también promovió la recuperación de su figura mediante una retrospectiva organizada en 2009, que reunió obras procedentes de la Colección Martínez Guerricabeitia y otras cedidas por su familia. La muestra ofrecía una visión de conjunto de su trayectoria artística y evidenció su voluntad de integración entre creación plástica y reflexión humanística.

## Exposiciones y premios
Anzo realizó numerosas exposiciones individuales, entre las que destacan las celebradas en la Galería Biosca de Madrid (1965), la Bienal de Venecia (1968), el Museo Español de Arte Contemporáneo (1974) y otras exposiciones colectivas como la IX Bienal de São Paulo, la IX Bienal de Alejandría, y muestras internacionales en Milán, París, Roma y Nueva Delhi, así como la exposición póstuma "Memoria de Anzo" en el Centro Cultural La Nau de la Universidad de València (2009–2010).  En la Bienal de Venecia ocupó una de las principales salas del pabellón español, presentando exclusivamente obras realizadas con materiales industriales como el aluminio y el acero inoxidable.
Además de su presencia en museos españoles, la obra de Anzo forma parte de colecciones institucionales y ha sido exhibida en museos internacionales como el Museo de Arte Contemporáneo de la Universidad de Chile.  
Entre sus galardones figuran la Medalla de Plata del II Salón de Marzo, el Premio Especial de la IX Bienal de Alejandría y la Medalla de Oro Colectiva en la Feria de París.  En la IX Bienal de Alejandría recibió un premio especial otorgado por la singularidad de su obra.